# Dicastère pour la Culture et l'Éducation
Le dicastère pour la Culture et l'Éducation est un organisme administratif de la Curie romaine. Sa mission commence le 5 juin 2022, comme établi par la constitution apostolique Praedicate evangelium promulguée le 19 mars 2022. Il est né de la fusion de deux organismes antérieurs, le Conseil pontifical pour la culture et la Congrégation pour l'éducation catholique.
Au moment de la fusion, chacun de ces organismes était dirigé par un cardinal ayant atteint l'âge de la retraite : Gianfranco Ravasi comme président du Conseil de la culture et Giuseppe Versaldi comme préfet de la Congrégation pour l'éducation. La rumeur selon laquelle le nouveau dicastère serait dirigé par quelqu'un d'autre, peut-être même un laïc , s'est avérée en partie correcte lorsque le cardinal José Tolentino de Mendonça a été nommé préfet du nouveau dicastère en septembre 2022.

## Organisation
Ce dicastère est divisé en deux sections qui reflètent à la fois le nom du dicastère et les organisations fusionnées pour le former : la Section de la culture « dédiée à la promotion de la culture, à la pastorale et à la valorisation du patrimoine culturel », et la Section de l'Éducation, qui « développe les principes fondamentaux de l'éducation concernant les écoles, les instituts catholiques et ecclésiastiques d'enseignement supérieur et de recherche ». Le Dicastère est également chargé de coordonner les travaux d'autres institutions : l'Académie pontificale des Beaux-Arts et des Lettres des Virtuoses au Panthéon ; l'Académie pontificale romaine d'archéologie ; l'Académie Pontificale de Théologie ; l'Académie pontificale de Saint Thomas d'Aquin ; l'Académie mariale pontificale internationale ; l'Académie pontificale pour le culte des martyrs ; et l'Académie pontificale de la latinité.

### Section de la Culture
La Section de la culture promeut les relations entre le Saint-Siège et le monde de la culture, privilégiant le dialogue pour favoriser l'enrichissement mutuel, « afin que les amoureux des arts, des lettres, des sciences, de la technologie et du sport... se sentent reconnus par l'Église comme des personnes au service d'une recherche sincère du vrai, du bon et du beau ». Il aide les évêques et les conférences épiscopales à protéger et à préserver leur patrimoine historique afin qu'il soit mis à la disposition de toutes les personnes intéressées. Elle encourage le dialogue entre les multiples cultures présentes au sein de l'Église.
Elle assiste les programmes de recherche des institutions ecclésiales et participe aux efforts de promotion de la culture des nations et des instances internationales. Il promeut le dialogue avec ceux qui ne professent aucune religion mais « recherchent une rencontre avec la vérité de Dieu ».

### Section de l'éducation
La Section de l'éducation collabore avec les évêques et les conférences épiscopales régionales pour établir et promouvoir les principes fondamentaux à « mettre en œuvre de manière contextuelle et culturelle ». Il édicte des normes qui définissent les critères de l'enseignement catholique dans un contexte culturel particulier, et il « assure que l'intégrité de la foi catholique est sauvegardée dans l'enseignement doctrinal ». Il favorise l'enseignement de la religion catholique dans les écoles.
Il promeut le développement des instituts catholiques d'enseignement supérieur pour former les étudiants à leur rôle dans l'Église et dans la société. Il promeut la reconnaissance des diplômes délivrés par le Saint-Siège par d'autres nations. Il approuve les statuts des institutions académiques ecclésiastiques et surveille leurs relations avec les autorités civiles. Il promeut la coopération entre les instituts d'enseignement supérieur ecclésiastiques et catholiques et leurs associations.

## Dirigeants

### Préfets
- José Tolentino Calaça de Mendonça[14] (depuis 2022)

### Secrétaires
- Paul Tighe (en) (depuis 2022)
- Giovanni Cesare Pagazzi (depuis 2022)
- Carlo Maria Polvani (en) (depuis 2025)

### Sous-secrétaires
- Antonella Sciarrone Alibrandi (2022-2023)[15]
- Antonio Spadaro, S.J. (depuis 2024)
- Matthias Ambros (depuis 2024)